# Casalot del Castell

El Casalot del Castell, respecte del terme de Castellcir

El Casalot del Castell fou una masia del terme municipal de Castellcir, al Moianès.
Les seves restes estan situades al nord del Castell de Castellcir i de l'ermita de Sant Martí de la Roca, davant per davant del castell, en un esperó de roca que es troba a l'altre costat de la petita vall que s'obre al nord del castell. És al sud-est de la Casanova del Castell, a l'esquerra del torrent de la Casanova i al nord-oest de la Font del Castell.